# Masdar
Masdar (del árabe: مصدر ‘maṣdar’‘fuente’) es una ciudad ecológica diseñada y ubicada en el Emirato de Abu Dabi (Emiratos Árabes Unidos), cerca del aeropuerto Internacional de Abu Dhabi, por lo que cuenta con conexión viaria con localidades vecinas. Estará abastecida por energía solar y su objetivo es no sólo ser sostenible sino autoabastecida. El proyecto, anunciado en 2006, ha sido diseñado por el despacho de Foster+Partners, financiado por la WWF (Fondo Mundial para la Naturaleza) y Masdar (La Compañía de la Futura Energía de Abu Dhabi).

## Surgimiento y proceso evolutivo del proyecto
El proyecto comenzó a construirse en el 2008, después de haber sido lanzado por el jeque Mohammed Bin Zayed AL Nahyan en 2006. La primera intervención fue construir un muro perimetral que contuviera los fuertes vientos y tormentas de arena, que hacen de la ubicación un lugar con condiciones difíciles. La primera parte de la construcción plantea el Instituto Masdar de Ciencia y Tecnología, que en conjunto con el MIT (Instituto de Tecnología de Massachusetts) buscan explorar acerca de nuevas formas de energías renovables, que a su vez serán aplicadas y utilizadas a lo largo del proceso de construcción del proyecto. Originalmente la ciudad debía ser terminada de construir en 2016, sin embargo, debido a problemas con el presupuesto la obra se ha retrasado. De igual forma, la iniciativa original se ha enfrentado a ciertos obstáculos que han disminuido las expectativas del proyecto, ahora éste, aunque sigue buscando ser la ciudad más ecológica del planeta, plantea una baja huella de carbono y para la siguiente etapa del proyecto no se buscará la certificación LEED y BREAM, sino la certificación PEARL lanzada en el 2010 por los Emiratos Árabes. Actualmente la construcción sigue en curso, hasta ahora un cuarto de la ciudad funciona, trayendo consigo resultados satisfactorios y en concordancia con los esperados, el sistema de transporte, explicado posteriormente, ya fue puesto en marcha, y el sistema de generación de energía (sistema de redes de generación de energía in-situ con paneles fotovoltaicos de 10 MW) de la ciudad genera incluso más de la anticipada. Masdar no es el único proyecto de este tipo en marcha, pues iniciativas de modelos de ecociudades existen por todo el mundo, tales como el barrio BedZED en Londres o la ciudad Dongtan, en China, que compite con Masdar en términos de tamaño. 
El lugar combina diseño de alta tecnología y antiguas prácticas de construcción para crear un modelo sostenible.

## Concepto
Como innovadora en el área de smart cities, Masdar pretende sobrepasar los principios de sostenibilidad planteados por One Planet Living atacando de manera contundente sus 10 puntos.

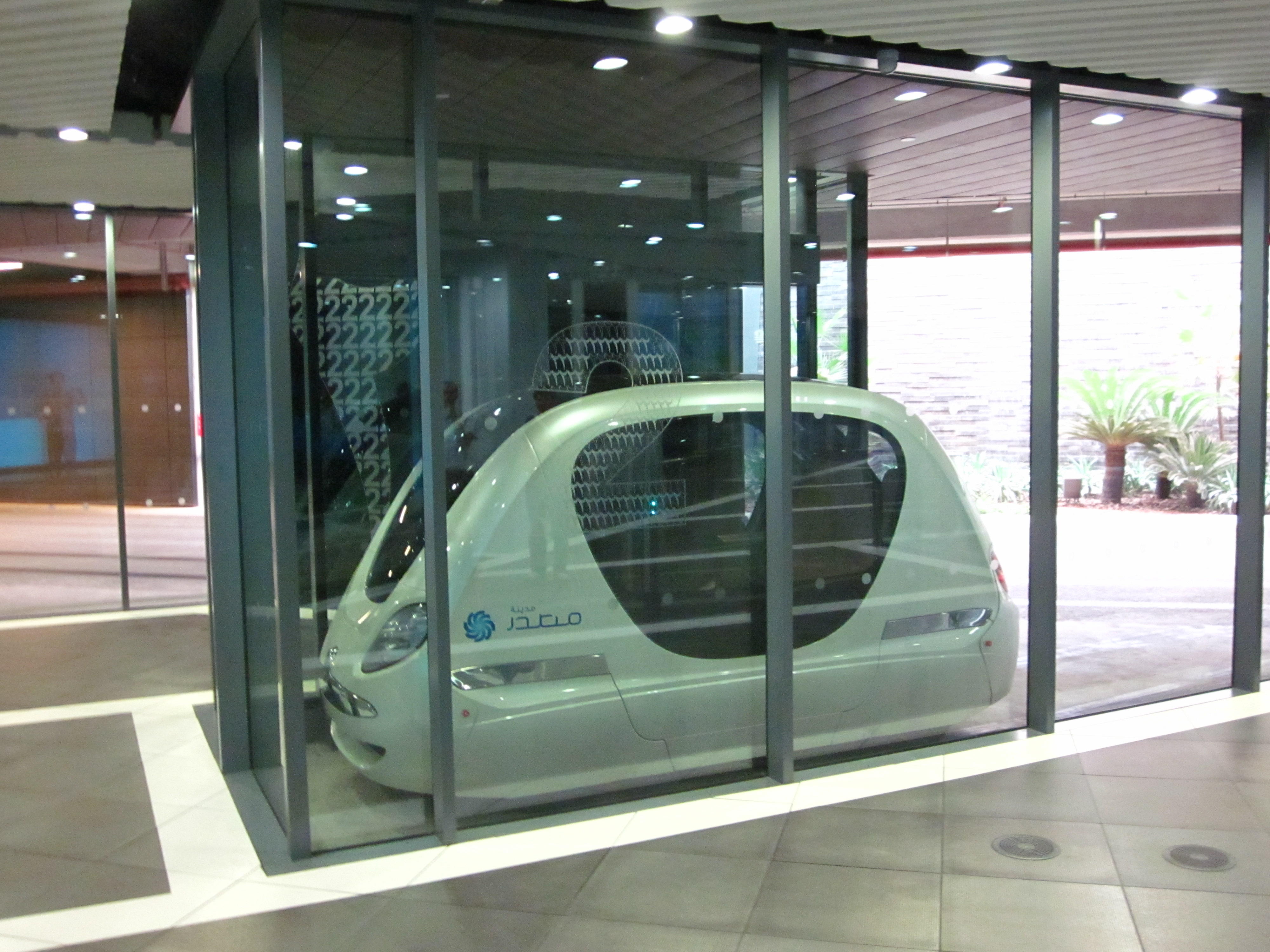
Vehículo del sistema automatizado de transporte (PRT) estacionado en Masdar City.

- Cero carbón: generando al 100% el total de su energía a base de energía solar.

- Cero residuos: 99-100% desviación de residuos de vertedero, aplicando estrategias de reducción, reutilización y reciclado.

- Transporte sustentable:  los medios de transportes naturales como andar y la bicicleta se favorecerán, será implementado un sistema de transporte subterráneo a base de energía, misma producida dentro de la ciudad, eliminando el uso de vehículos privados.

- Materiales sustentables: la arquitectura utiliza materiales con alta posibilidad de reciclaje, que consuman y hayan sido producidos con la menor energía posible.

- Comida sustentable: todos los productos consumidos y vendidos serán provenientes de abastecimientos orgánicos, sostenibles y comercio justo.
- Agua sustentable: apunta a reducir al menos el 50% de consumo de agua por habitante (en relación al consumo del 2006 en los Emiratos Árabes) y lograr que el 100% del agua residual sea reutilizada.

- Convivencia habitantes y vida salvaje: especies de animales serán reubicadas o acogidas dentro de la urbe.

- Cultura y patrimonio: arquitectura que integra y reconoce valores locales.

- Intercambio equitativo y justo: salarios y condiciones de trabajo, incluso desde el momento de construcción, que cumplan con las determinadas por los estándares de trabajo internacionales.

- Salud y bienestar: abasteciendo la ciudad con equipamientos, facilidades e incluso eventos que respondan a las necesidades de todos los grupos demográficos.

El diseño propone una ciudad compacta de alta densidad y usos mixtos, albergará la sede de la compañía energética Masdar y el Instituto de Ciencia y Tecnología de Masdar. Su ubicación fue elegida de forma estratégica para generar infraestructuras de conexión eficientes con el centro de Abu Dhabi y su aeropuerto, será la primera ciudad en eliminar por completo el uso de vehículos operados por combustibles fósiles. En adición el diseño de la ciudad ofrece un espacio peatonal con una zona de confort lograda a base de sistemas pasivos.
De acuerdo con el despacho británico, Foster + Partners, el objetivo del planteamiento urbano es que sea flexible, que se pueda adaptar a las nuevas tecnologías emergentes, tanto durante el proceso de construcción, tanto como en el de vida del proyecto. “Mientras el diseño de Masdar representa una respuesta específica a su ubicación y clima, los principios subyacentes son aplicables a cualquier parte del mundo. En ese sentido se ofrece un plan para la ciudad sostenible del futuro”.

## Características principales de la ciudad
En el planeamiento urbano de Masdar madre  funden la planificación urbana, las infraestructuras y los edificios, es decir, la ciudad se piensa como un conjunto que sigue las exigencias de una ciudad inteligente. A la vez el diseño de la ciudad confía en los siguientes componentes para lograr los principios de sostenibilidad con mayor eficiencia:
Integración: lograr combinar usos (vivienda, trabajo y entretenimiento) para hacer más eficiente la movilidad 
Baja altura/alta densidad: Compactar el mayor número de viviendas sin exceder las 5 plantas de altura 
ámbito urbano vibrante: enfoque tanto al espacio público, intermedio entre edificios ya los edificios en sí mismos 
enfoque peatonal:  fomentar el caminar con calles que brindan ambiente de confort 
alta calidad de vida: comprometidos con estimular una calidad de vida alta ofreciendo espacios de trabajo y recreación
La planificación urbana tiene en cuenta las características climatológicas del lugar y busca un desarrollo eficiente basándose en estrategias ya existentes en las ciudades árabes asociadas a nuevas tecnología, como:
- Las calles estrechas, característica de las ciudades árabes, también estarán presentes en Masdar, ya que las calles principales tienen 10,5 m de ancho y las demás 8,5m.

- Chimeneas de viento que direccionan el aire al interior de los edificios y a las calles. En la ciudad habrá una torre de "viento" para canalizarlo para ventilar una plaza pública a su base. El aire será enfriado con rociadores de agua.

- Las calles y espacios públicos están orientados estratégicamente para aprovechar las brisas nocturnas.

- Presencia de parques y plazas que estarán conectados por una vía arbolada central además de construir espacios protegidos de la luz solar directa.

- Alrededor de la ciudad habrá grandes espacios de captación de energía solar a través de paneles fotovoltaicos Los paneles fotovoltaicos se instalarán también en las cubiertas de los edificios, donde habrá cubiertas verdes y elementos de protección solar.

En el centro de la ciudad se pretende que el desplazamiento sea principalmente peatonal, pero hay un sistema de transporte sofisticado y no contaminante compuesto por el Transporte rápido personal (PRT), Transporte por Rail Ligero (LRT) y el Transporte de Carga Rápida (FRT). Estos transportes son fundamentales para relacionar la nueva ciudad con las existentes, ya que Masdar se distancia 25 km de centro de Abu Dabi y 115 km de Dubái.
El PRT intenta evitar el uso de coches particulares así que ofrece una especie de cabina individual eléctrica que permite un recorrido máximo de 7 minutos, contará con 85 estaciones y funcionará 24h durante todo el año. El LRT sigue el concepto de carbono cero y es un sistema de tren eléctrico que parte de Masdar hacia el Aeropuerto, conectando la ciudad a la Isla de Abu Dabi y otras áreas cercanas, contará con 6 estaciones. El FRT, así como el PRT, es un sistema automatizado y eléctrico pero se destina al transporte de alimentos y mercancías.
La ciudad pretende liderar la producción y utilización de energías renovables con la ayuda de la empresa Masdar PV, fundada en 2008, quien tiene el protagonismo en la implantación de las células fotovoltaicas en Masdar. 
Para calentar la agua utilizarán colectores de tubos evacuados (ETC) y un sistema de geotermia de pozo de profundidad que también será utilizado para refrigeración. 
La producción de energía estará distribuida en paneles fotovoltaicos monocristalinos de capa fina que generarán 380.000 MWhe/año, paneles cilindro parabólicos cuya Energía Solar de Concentración (CSP) generará 37.000MWhe/año y que también serán utilizados para desalinización de agua, el tratamiento de residuos 14.000MWhe/año y la geotermia 500.000 MWhth7año (gas).
Las energías generadas por los paneles fotovoltaicos, por la composta de residuos y por la concentración termoeléctrica serán utilizadas en el transporte, en refrigeración y deshumidificación y en la distribución general. Plantean que el exceso de energía generado por estos sistemas sea devuelto a la red nacional de energía.
El uso razonable de la agua también está presente en Masdar, donde se propone el reciclaje de agua gris y negra, captación de agua de lluvia y de rocío, invernaderos de agua de mar y paisajismo coherente al clima local. La demanda de agua en Emiratos Árabes Unidos es de 340 l/persona/día y se espera reducir a 80 l/persona/día y reciclar toda el agua. Esa reducción de consumo se hará a través del uso de aparatos inteligentes con bajo consumo de agua tanto en las oficinas y hogares como en las residencias.
El tratamiento de los residuos en Masdar ocurrirá de tres modos: reciclaje (50%), compuestas (17%) y no reciclable (33%) que servirá de “combustible para una planta de incinerado” en el subterráneo. Los residuos biodegradables serán compostados y utilizados como fertilizante, materiales como acero, metales y hormigón serán reciclados ya la madera se podrá reutilizar o servir como combustible. Se propone una reducción de 30% de generación de residuos, pero la cantidad inicial que se supone es de 352 Tn/día, es decir, 128.840 Tn/año.
Para gestionar la emisión de gases de efecto invernadero habrá la Unidad de Gestión de CO2 (CMU) asociada al Mecanismo de Desarrollo Limpio (CDM) de las Naciones Unidas, también desarrollará proyectos para mediciones y captación de CO2. Se intenta reducir las emisiones con las siguientes estrategias:
1. Diseño de los edificios
2. Generación de energía por recursos renovables
3. Tratamiento de residuos
4. Sistema de Transporte
5. Carbon Capture Storage (CCS)

Al igual que muchas universidades de Oriente Medio, el barrio estará dividido por sexos. Las mujeres y las familias viven en un extremo, mientras que los hombres solos lo hacen en el otro. Cada extremo tendrá una pequeña plaza pública que hará las veces de centro social.

## Autores y desarrolladores del proyecto
La ciudad de Masdar fue diseñada por el estudio británico de arquitectura Foster and Partners. La ingeniería y consultoría ambiental fue llevada a cabo por el Grupo Mott MDonald. iniciado en 2006, el proyecto prevé cubrir 6 kilómetros cuadrados y acoger a entre 45.000 y 50.000 personas, además de 1.500 empresas y 60.000 trabajadores que irían a la ciudad todos los días. Se prevé un presupuesto inicial de 22 billones de dólares y se calcula que tardará 8 años en ser construida. 
- La construcción del proyecto comenzó en 2008 con la mayoría del capital proveniente de compañía Abu Dhabi Future Energy Company (ADFEC), una subsidiaria de la empresa Mudadala Development Company, que es propiedad del Gobierno de Abu Dhabi y una entidad inversionista corporativa desplegada por el Gobierno para poner en marcha o iniciar nuevos proyectos con el fin de diversificar la economía de Abu Dhabi y crear un fuerte sector no petrolero.
- Con el impacto de la crisis financiera mundial, el proyecto que fue originalmente destinado a ser completado en 2016, la fecha fue ampliada hasta entre 2020 y 2025. El coste estimado de la ciudad también se ha reducido en un 10 a 15 por ciento, poniendo el desarrollo entre 18,7 y 19,8 billones de dólares.

- La primera fase de la ciudad, los 1.000.000 cuadrados iniciales, ahora tiene la fecha de finalización en 2015, ya cuenta con el primer edificio de la facultad NIEBLA y el primer edificio de viviendas terminados, pero el edificio sede de Masdar, proyectado por Adrian Smith + Gordon Gill Architecture y el sistema de metro todavía están en fase de planificación, más un plan piloto ya ha comenzado. La construcción de esta Fase 1 del proyecto es gestionada por la empresa CH2M HILL, una empresa de ingeniería estadounidense.

- El proyecto tiene como socios a través de su Fondo de Tecnología Limpia las multinacionales de servicios financieros Consensus Business Group, Credit Suisse Group y Siemens Venture Capital. Además, cuenta con el apoyo de la organización internacional no gubernamental WWF (World Wide Fund for Nature), del grupo emprendedor de caridad BioRegional, que busca inventar y ofrecer soluciones prácticas de sostenibilidad, y de la organización ambiental no gubernamental Greenpeace, que, sin embargo, subraya que deberían centrarse más en la adaptación de ciudades existentes para que sean más sostenibles en lugar de construir nuevas ciudades.

- El Gobierno de los Estados Unidos también ha apoyado el proyecto. Un acuerdo de colaboración fue firmado entre el Departamento de Energía de los Estados Unidos y el Grupo de Masdar para que las dos organizaciones compartan sus conocimientos para apoyar los planes de ciudades sin emisiones de carbono.

- La construcción de la infraestructura para la ciudad está a cargo del Al Jaber Group, un grupo árabe que tiene foco en el sector de construcción. El sistema de “Wayfinding”, que abarca las formas de orientación y navegación de las personas en el espacio físico, fue desarrollado por las empresas EndPoint y City ID.
- La empresa alemana Transsolar, especialista en Ingeniería Bioclimática, es la responsable del diseño bioclimático del Master Plan de Masdar. En colaboración con la empresa WSP se encargaron de desarrollar las nuevas tecnologías, infraestructuras y plan sostenible de la ciudad. Su objetivo es que Masdar City se distinga por la vanguardia en su funcionamiento, para lograr su acometido generaron un plan dividido en fases, cada fase puede ser modificada y mejorada a medida que el proyecto avance.

- En cuanto a la ingeniería de transporte utilizada para Masdar, la compañía Systematica, destaca por su planeación a nivel urbano y a menor escala. Su aproximación fue enfocar el diseño a un plan global y a medida que los sistemas de conexiones y rutas funcionarán conseguir que éstos se adapten a la movilidad en niveles menores hasta llegar a un análisis de flujos peatonales.

- La empresa ARUP, una firma independiente compuesta por diseñadores, ingenieros consultores y especialistas de diferentes áreas, también participó en el desarrollo de Masdar.

- A ella se encargó la estrategia para el control de incendios, el planteamiento de nueve aparcamientos en el Masterplan, teniendo siempre en cuenta la generación de energía y las emisiones de carbono y la promoción de un taller sobre sostenibilidad, de carácter educativo y formativo, destinado a los empleados de la ciudad, entre otras acciones de asesoramiento.